# Vid foten av ditt kors
Vid foten av ditt kors är en psalm med okänd textförfattare som har tre verser. Dess melodi är en finsk folkmelodi. G-dur ; 2/4 eller 3/4.

## Publicerad som
- Nr 202 i Sions Sånger 1951
- Nr 26 i Sions Sånger 1981 under rubriken "Från Getsemane till Golgata"